# マッズ・バーネル
マッズ・バーネル（Mads Burnell、1994年3月6日 - ）は、デンマークの男性総合格闘家。コペンハーゲンフーズム出身。アルテ・スワーブ・コペンハーゲン/エクストリーム・クートゥア所属。元CWFCフェザー級王者。

## 来歴
2013年、 プロ総合格闘技デビュー。ローカル団体で9戦8勝の戦績を残す。

### UFC
2017年9月2日、UFC初参戦となったUFC Fight Night: Volkov vs. Struveでミシェウ・プラゼレスと対戦し、ノースサウスチョークで3R一本負け。
2018年5月27日、UFC Fight Night: Thompson vs. Tillでアーノルド・アレンと対戦。優勢に試合を進めるものの、3Rにフロントチョークで逆転の一本負け。
2018年9月7日、UFCからリリースされた。

### Cage Warriors
2018年11月17日、CWFC初参戦となったCage Warriors 99でルーカス・ライェウスキと対戦し、リアネイキドチョークで1R一本勝ち。
2019年6月29日、Cage Warriors 106のCWFCフェザー級王座決定戦でディーン・トゥルーマンと対戦し、ジャパニーズ・ネクタイで2R一本勝ち。王座獲得に成功した。

### Bellator
2020年10月10日、Bellator初参戦となったBellator 248でダルコ・バノビッチと対戦し、パウンドで1RTKO勝ち。
2021年7月31日、Bellator 263でフェザー級ランキング2位のエマニュエル・サンチェスと対戦し、3-0の判定勝ち。
2022年3月12日、Bellator 276でフェザー級ランキング2位のアダム・ボリッチと対戦し、0-3の5R判定負け。

## 戦績
| 総合格闘技 戦績 | 総合格闘技 戦績 | 総合格闘技 戦績 | 総合格闘技 戦績 | 総合格闘技 戦績 | 総合格闘技 戦績 | 総合格闘技 戦績 |
| --------------- | --------------- | --------------- | --------------- | --------------- | --------------- | --------------- |
| 25 試合         | (T)KO           | 一本            | 判定            | その他          | 引き分け        | 無効試合        |
| 19 勝           | 2               | 8               | 9               | 0               | 0               | 0               |
| 6 敗            | 1               | 3               | 2               | 0               | 0               | 0               |

| 勝敗 | 対戦相手                                 | 試合結果                       | 大会名                                                           | 開催年月日     |
| ○    | クレイ・コラード                         | 5分3R終了 判定3-0              | PFL 5 【2024年PFLライト級トーナメント・レギュラーシーズン2回戦】 | 2024年6月21日  |
| ×    | マイケル・デュフォード                   | 2R 1:03 ギロチンチョーク       | PFL 2 【2024年PFLライト級トーナメント・レギュラーシーズン1回戦】 | 2024年4月12日  |
| ○    | ダニエル・ウェイチェル                   | 5分3R終了 判定3-0              | Bellator 299: Eblen vs. Edwards                                  | 2023年9月23日  |
| ○    | ジャスティン・ゴンザレス                 | 5分3R終了 判定3-0              | Bellator 295: Stots vs. Mix                                      | 2023年4月22日  |
| ×    | ペドロ・カルバーリョ                     | 5分3R終了 判定0-3              | Bellator 285                                                     | 2022年9月23日  |
| ×    | アダム・ボリッチ                         | 5分5R終了 判定0-3              | Bellator 276                                                     | 2022年3月12日  |
| ○    | エマニュエル・サンチェス                 | 5分3R終了 判定3-0              | Bellator 263                                                     | 2021年7月31日  |
| ○    | サウル・ロジャース                       | 2R 4:08 リアネイキドチョーク   | Bellator 257                                                     | 2021年4月16日  |
| ○    | ダルコ・バノビッチ                       | 1R 3:13 TKO（パウンド）        | Bellator 248                                                     | 2020年10月10日 |
| ○    | スティーブ・エマーブル                   | 5分3R終了 判定3-0              | Cage Warriors 111                                                | 2019年11月22日 |
| ○    | ディーン・トゥルーマン                   | 2R 3:04 ジャパニーズ・ネクタイ | Cage Warriors 106 【CWFCフェザー級王座決定戦】                   | 2019年6月29日  |
| ○    | アーメド・ビラ                           | 1R 0:50 ジャパニーズ・ネクタイ | Cage Warriors 103                                                | 2019年3月9日   |
| ○    | ルーカス・ライェウスキ                   | 1R 1:18 TKO（パンチ連打）      | Cage Warriors 99                                                 | 2018年11月17   |
| ×    | アーノルド・アレン                       | 3R 2:41 フロントチョーク       | UFC Fight Night: Thompson vs. Till                               | 2018年5月27日  |
| ○    | マイク・サンチアゴ                       | 5分3R終了 判定3-0              | UFC Fight Night: Stephens vs. Choi                               | 2018年1月14日  |
| ×    | ミシェウ・プラゼレス                     | 3R 1:26 ギロチンチョーク       | UFC Fight Night: Volkov vs. Struve                               | 2017年9月2日   |
| ○    | フェルナンド・ドゥアルテ・バゴルダッシュ | 1R 1:21 ジャパニーズ・ネクタイ | Scottish Organisation of MMA 2 【SOMMAフェザー級王座決定戦】     | 2016年11月11日 |
| ○    | アンソニー・リジオ                       | 1R ジャパニーズ・ネクタイ      | MMA Galla: Gonzalez vs. Djursaa                                  | 2016年9月17日  |
| ○    | エメリク・ユンビー                       | 5分3R終了 判定3-0              | ICE Fighting Championships 12                                    | 2016年3月5日   |
| ×    | オット・トニッサー                       | 2R TKO（パンチ連打）           | Octagon Athletes 2                                               | 2015年11月7日  |
| ○    | ハイラム・ロドリゲス                     | 5分3R終了 判定3-0              | Battle of Copenhagen: Reunion                                    | 2015年10月3日  |
| ○    | ジェイミー・レイノルズ                   | 1R 0:30 腕ひしぎ十字固め       | Odense Fight Night 3                                             | 2015年4月25日  |
| ○    | ナシル・アウビー                         | 5分3R終了 判定3-0              | Trophy MMA 4: Summerbreak                                        | 2014年8月30日  |
| ○    | アリ・セルチュク・アイン                 | 1R 0:50 ブラボーチョーク       | European MMA 8                                                   | 2014年2月22日  |
| ○    | アレクサンドル・スレダノビッチ           | 1R アナコンダチョーク          | European MMA 6                                                   | 2013年9月26日  |

## 獲得タイトル

### 総合格闘技
- 第10代CWFCフェザー級王座（2019年）
- SOMMAフェザー級王座（2016年）

### グラップリング
- IBJJFヨーロッパ選手権 ノーギ 優勝（2014年）